# سید ضیاءالدین طباطبایی
سیّد ضیاءالدّین طباطبایی یزدی (۱۲۶۸ – ۷ شهریور ۱۳۴۸) روحانی و سیاستمدار ایرانی و مدیر روزنامه رعد و همچنین مشاور و رایزن فرهنگی سیاسی سفارت انگلیس بود که از ۱۲۹۹ تا ۱۳۰۰ به‌عنوان بیست و نهمین نخست‌وزیر ایران فعالیت کرد. او در زمان احمدشاه، آخرین شاه دودمان قاجار، در کودتای ۳ اسفند ۱۲۹۹ همراه با رضاخان شرکت داشت در کودتا به مقام نخست‌وزیری رسید و نخست وزیرِ کابینه سیاه شد.

## نسب
از سادات طباطبایی و فرزند آخوند سیدعلی طباطبایی یزدی است که نَسَبِ ایشان به ابراهیم طباطبا پسر اسماعیل دیباج  پسر ابراهیم غمر  پسر حسن مثنی  پسر حسن مجتبی می‌رسد. 

## سال‌های اولیه زندگی
سید ضیا طباطبایی یزدی در تابستان ۱۲۶۸ خورشیدی در شیراز زاده شد. پدرش سید علی یزدی از خطبای سرشناس زمان مظفرالدین‌شاه است که در اواخر پادشاهی ناصرالدین‌شاه، به حوزهٔ علمیهٔ نجف رفت. وی در پی درخواست مظفرالدین میرزای ولیعهد، از میرزای شیرازی، به‌منظور اعزام یکی از روحانیان حوزه برای زعامت دینی هموطنان، به ایران بازگشت. سید علی آقا در زمان مشروطه تنها در چارچوب اقدامات مظفری با مشروطه خواهان موافق بود؛ اما بعدها در صف مخالفان مشروطه‌طلبان و همرزم شیخ فضل‌الله نوری قرار گرفت و حتی در دوران استبداد صغیر به ساری نیز تبعید شد. و همچنین مادرش نیز دختری شیرازی بود که پدرش سید علی در سفری به شیراز با وی ازدواج کرد و سید ضیاء نیز نخستین فرزند وی بود.
سید ضیاء در حدود یک‌سالگی همراه با والدین خود به تبریز رفت. تحصیلات مقدماتی خود را توسط معلمان خصوصی در منزل فراگرفت. سپس، با ورود به مدرسهٔ ثریا تبریز، علاوه بر دروس جدید، زبان روسی را نیز فراگرفت. پس از آن به شیراز بازگشت و علاوه بر تحصیلات مذهبی، به فراگیری زبان‌های فرانسه و انگلیسی نیز پرداخت.
سید ضیاء از دوران بلوغ تعارضاتی در رفتارش داشت. او گاه هیئت و شکل ظاهریِ خویش را تغییر می‌داد، لباس روحانی را از تن به‌درمی‌کرد و با کت و شلوار و پاپیون و کلاه در ملأ عام حاضر می‌شد و به تفریحاتی چون موسیقی، شکار و… می‌پرداخت.

## ورود به سیاست
سید ضیاء در پانزده‌سالگی، هم‌زمان با مشروطه‌خواهیِ مردم شیراز، فعالیت سیاسی خود را با حمایت از مشروطه با روزنامه‌نگاری آغاز نمود که البته هرچند یک بار به‌دلیل توقیف، به تأسیس روزنامه‌ای دیگر اقدام نمود. وی در ۱۷سالگی با همکاری دایی خود در اسفند ۱۲۸۵ نشریات اسلام و کمی بعد ندای اسلام را در شیراز منتشر کرد و به حمایت از مشروطه پرداخت. با توقیف نشریه، سید ضیاء که جان خود را در خطر می‌دید با تغییر لباس به همراه هیئت تحریریه خود به تهران آمد. وی که در مشروطه کمتر به جنبه‌های «مشروعه» آن توجه داشت در هجرت بزرگ علما و تجار به شهر قم در مرداد ۱۲۸۵ خود را در صف آنان قرار داد.
دیگر اقدام وی بمب‌گذاری توسط یکی از عواملش در مغازه محمد اسماعیل نماینده دوره اول مجلس و هوادار محمدعلی‌شاه بود که انفجار بمب کشته شدن بمب‌گذار را در پی داشت اما سید ضیا موفق شد فرار کند. او با پناهندگی به سفارت بلژیک راهی خارج شد. هم چنین بار دیگر که به علت بمب‌گذاری در منزل «شعاع السلطنه» برادر محمدعلی شاه تحت تعقیب قرار گرفته بود، به سفارت بریتانیا و سپس عثمانی پناهنده شد که مورد قبول واقع نشد. سرانجام پس از شش ماه پناهندگی در سفارت اتریش با صدور فرمان عفو عمومی محمدعلی شاه از سفارت خارج شد و به همکاری با مشروطه خواهان تهران در تیر ۱۲۸۸ پرداخت.

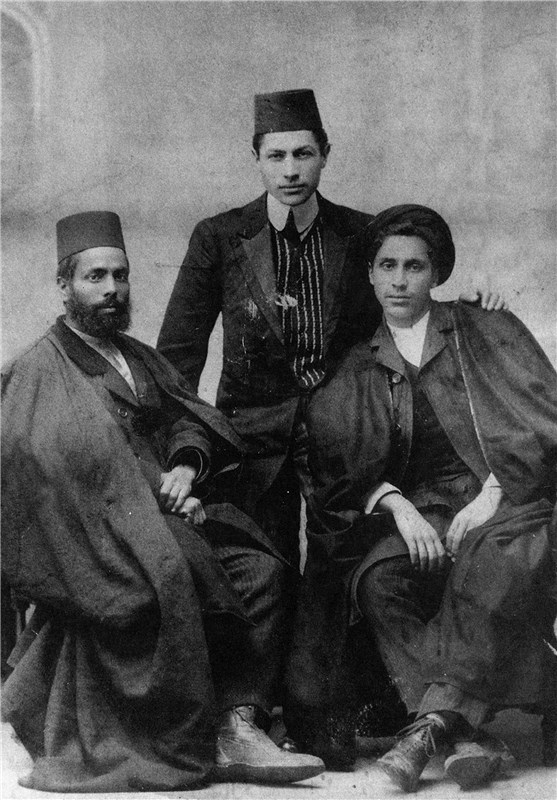
طباطبایی جوان (سمت راست)

سید ضیاء از مهر ۱۲۸۸ به انتشار نشریه «ندای اسلام» دست زد. نشریه «شرق» هم که هزینه آن توسط زرتشتیان و ارمنی‌ها تأمین می‌شد، به دلیل اهانت به مجلس دوم توقیف شد. روزنامه برق نیز که پس از آن انتشار یافت با دلایلی مشابه توقیف شد و سید ضیاء که به زندان محکوم شده بود، با تلاش عده‌ای از مشروطه خواهان آزاد شد و به خارج از کشور رفت. او دو سال در فرانسه و بریتانیا مانده، به تحصیل زبان انگلیسی و فرانسه ادامه داد. این در حالی است که هزینه تحصیلات وی توسط «اتحادیه دوستی ایران و فرانسه» تأمین می‌شد.
در همین دوران که در خارج به سر می‌برد، با شرکت در جشن تاجگذاری جرج پنجم، به عنوان نماینده مطبوعات ایران از سوی دیپلمات‌های بریتانیایی به عنوان مشاور، رایزن فرهنگی و  سیاسی مورد توجه واقع شد. سرانجام سید ضیاء در آستانه اولتیماتوم روس و بریتانیا وارد ایران شد و پس از مدتی روزنامه «رعد» را منتشر کرد که ابتدا حامی روسها و سپس مدافع بریتانیا شد. یکی از عوامل این تغییر موضع را در کمکهای مالی سفارت بریتانیا به این روزنامه می‌توان یافت.
سید ضیاء در سال ۱۲۹۶ برای ارسال مشاهدات خود از آثار انقلاب بلشویکی روسیه به وزارت خارجه ایران، به این کشور سفر کرد؛ اما پس از هرج و مرجهای ناشی از انقلاب اکتبر ۱۹۱۷ به ایران بازگشت. وی از حامیان وثوق الدوله و پیمان ۱۹۱۹ بود. این پیمان مخالفان بسیاری داشت. سید ضیاء در اواخر سال ۱۲۹۸ به منظور برقراری روابط با دولتهای تازه استقلال یافته آذربایجان، گرجستان و ارمنستان در رأس یک هیئت عازم منطقه قفقاز شد.

## دولت کودتا
ارتباط سید ضیاء با وثوق الدوله و ویژگی‌های وی که توجه بریتانیاییها را به وی جلب کرده بود، باعث شد او به «کمیته آهن» که به کوشش سازمان جاسوسی انگلیس جهت حفظ منافع بریتانیا در ایران و انجام کودتا تشکیل شده بود، راه یابد. وی در رأس این سازمان سری که متشکل از رجال مختلف ایرانی و بریتانیایی بود قرار گرفت و رابط جلسات آن با وزیر مختار بریتانیا و دیگر عوامل اطلاعاتی بریتانیا در تهران بود. با فراهم شدن شرایط، بریتانیا با انتخاب سید ضیاء به عنوان چهره سیاسی و رضاشاه به عنوان چهره نظامی، کودتای خود در ایران را عملی ساخت. بدین صورت که با عزل فرمانده روسی قزاقها توسط احمد شاه، مشیرالدوله استعفا کرد و ریاست قزاق‌ها را بریتانیایی‌ها بر عهده گرفته و فرماندهی آن را بر عهده رضاخان گذاردند. طبق برنامه قبلی با همکاری رضاشاه و سید ضیاء، نیروهای قزاق از قزوین به تهران آمده و کودتای سوم اسفند ۱۲۹۹ شکل می‌گیرد. در ستاد مشترک «ضیاء ـ رضا» حکم دستگیری ۱۰۰ نفر از افراد با گرایش‌هایی مختلف؛ از جمله سید حسن مدرس تا اکبر صارم‌الدوله و قوام السلطنه صادر می‌شود. روز چهارم کودتا، رضاشاه با لقب سردار سپه، ریاست قزاق و سید ضیاء نیز حکم نخست‌وزیری خود را از احمدشاه قاجار دریافت می‌کنند.
سید ضیاء پس از تشکیل کابینه خود در اسفند ۱۲۹۹ با اقداماتی، هم چون لغو قرارداد ۱۹۱۹ که خود از طرف داران آن بود، سعی نمود مقبولیتی در بین مردم برای خود کسب نماید. کابینه او به عنوان یک دولت انقلابی، اصلاحات اقتصادی، فرهنگی و تشکیل ارتشی نیرومند را در رأس برنامه‌های خود قرار داد. اما به علت دستگیری بسیاری از مخالفان، کابینه وی، به «کابینه سیاه» شهرت یافت.
پس از سقوط کابینه او و خروجش از ایران، مجلس شورای ملی بازگشایی شد. عبدالحسین تیمورتاش دربارهٔ او در مجلس گفت:

«یک سید ضیاءالدینی وارد این مملکت شده، عناصر شجاع ایران را اغفال کرد. به ملت خودش به استقلال مملکت خودش شبیخون زد. سوء قصد به استقلال مملکت کرد. مجلسی را که باید دایر بشود تعطیل کرد. مصونیت نمایندگان ملت را که مطابق قانون اساسی از هر نوع تعرض مصون هستند زیر پا گذاشت. عده ای از نمایندگان را توقیف و تبعید کرد. مجری سیاست دشمن استقلال ایران شد. مردمان زیرک را در حبس وارد کرد و بالاخره در ایران یک سکوت و یک سکونت قبرستانی را برقرار کرد. از نقطه دارایی مملکت نباید فراموش کرد که سید ضیاءالدین هشت کرور دارایی مملکت را تفریط کرد و آن را مابین خود و همدستان و شرکای خود تقسیم کرد (نمایندگان: صحیح است)».
سید حسن مدرس هم گفت: «هر کس شبهه و شکی داشته باشد که این وضعیات که پیش آمد، وضعیت‌هایی بوده که به دست یک ایرانی نبود، بنده او را تکذیب می‌کنم و تمام دنیا هم باید او را تکذیب کنند».

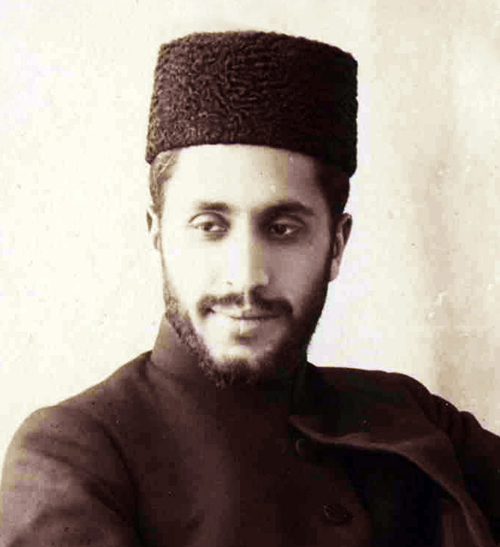
طباطبایی در زمان نخست‌وزیری ۱۹۲۱

## تبعید و تجارت
پس از کنار گذاشته شدن سید ضیاء از قدرت، به گفته خودش، سردار سپه به او پیشنهاد کرد که سفیر ایران در عثمانی شود اما نپذیرفت. سپس سردار سپه، ۲۵ هزار تومان پول به او داد و روانه اروپایش کردند. پس از دو سه سال، با فروش خانه‌اش در خیابان نادری (جمهوری اسلامی کنونی) و کمک مالی چند تن از ایرانیان ساکن اروپا، در ژنو به تجارت پرداخت و به مسیو روحانی معروف شد. ماشین‌آلاتی از فرانسه، آلمان، سوئیس و ایتالیا می‌خرید و به ایران می‌فرستاد و در مقابل از ایران قالی وارد می‌کرد.
در سال ۱۹۳۱ میلادی (۱۳۱۰ خورشیدی) سید امین حسینی مفتی اعظم فلسطین کنگره اسلامی را برای جلوگیری از افزایش مهاجرت یهودیان به فلسطین به راه انداخت و بسیاری از رجال مسلمان از جمله سید ضیاء را به این کنگره دعوت کرد. سید ضیاء دبیر، رئیس کمیته اجرائی و نائب رئیس کنگره شد. پس از دو هفته به سوئیس بازگشت و در بهار ۱۳۱۱ دوباره به فلسطین رفت و در مدت ماه اقامت خود، اقداماتی هم چون تأسیس کمیته‌های ملی کنگره و ایجاد شعب در برخی از کشورهای عربی انجام داد و بار دیگر به اروپا بازگشت.

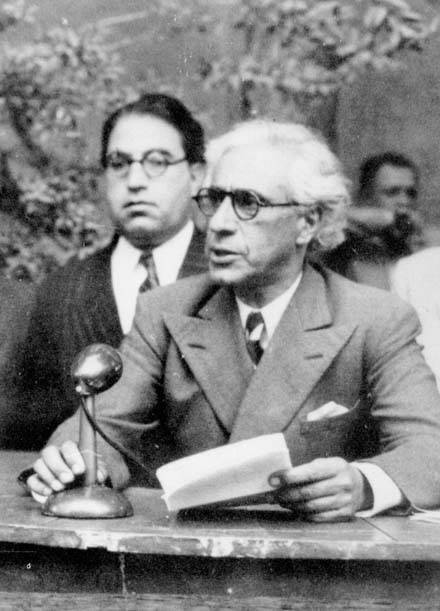
سید ضیاءالدین طباطبایی

سید ضیاء در سال ۱۳۱۴ به فلسطین بازگشت و تجارت قالی را در آن‌جا ادامه داد. اراضی بایری نیز خرید و برای آباد کردن آن، توسط مکرم نورزاد، کنسول ایران در سوییس از رضا شاه خواست از درآمد چاپخانه روشنایی در تهران که هنوز به او تعلق داشت، پولی برای او بفرستد. رضا شاه دو هزار لیره برایش فرستاد. سال بعد به خواست او، رضا شاه دستور داد که دولت دارایی سید ضیاء را در ایران بخرد و هشت نه هزار لیره عاید سید ضیاء شد که با آن زمین خود را در فلسطین آباد کرد که سالیانه چند هزار لیره برایش درآمد داشت. او تا سال ۱۳۲۲ که به ایران بازگشت، ساکن فلسطین بود.

## بازگشت به سیاست
پس از وقایع شهریور ۱۳۲۰ در پی اشغال ایران و سپس فرو افتادن پادشاهی رضاشاه پهلوی، بریتانیا که به دلیل سیاست انگلوفیلی سید ضیاء همچنان تمایل داشت در موقع لزوم از وی استفاده کند او را در ۷ مهر ۱۳۲۲ با هدایت سازمان‌های بریتانیایی به ایران وارد کرد. گفته می‌شود یکی از اهداف بریتانیا از به‌کارگیری مجدد وی در صحنه سیاسی ایران استفاده از نفوذ وی در میان ایلات و شوراندن آن‌ها علیه آلمان‌ها در صورت اشغال ایران، طی جنگ جهانی دوم بود.
سید ضیاء در انتخابات مجلس شورای ملی از یزد به نمایندگی انتخاب شد اما با گشایش مجلس در اسفند ۱۳۲۲ مصدق و نمایندگان حزب توده، به اعتبارنامه او اعتراض کردند. به خواست مصدق، نمایندگان حزب توده اعتراض خود را پس گرفتند تا شائبه همراهی او با توده‌ای‌ها مطرح نشود. رسیدگی به اعتبارنامه سید ضیاء دو جلسه کامل از مجلس را به خود اختصاص داد و مصدق با این استدلال که اقدام سید ضیاء به کودتا، مصداق اقدام علیه دولت بوده و طبق قانون انتخابات، اقدام‌کنندگان علیه حاکمیت دولت صلاحیت نمایندگی ندارند، شرح مفصلی از اقدامات غیرقانونی سیدضیاء و وابستگی او به بریتانیا داد. سید ضیاء هم شرح مبسوط و مستدلی از «خدمات» خود داد و سرانجام اعتبارنامه‌اش با ۵۷ رأی موافق در برابر ۲۸ رأی مخالف به تصویب رسید.
بدین ترتیب دور جدید فعالیت‌های انگلوفیلی سید ضیاء با حضور وی به عنوان نماینده مردم یزد در مجلس چهاردهم که با وجود مخالفت‌ها رأی اعتماد را کسب می‌نماید آغاز شد. وی در مقطع نمایندگی مجلس اقدام به چاپ نشریه «کاروان» و سپس روزنامه «رعد» نمود که سیاست آن شدیداً بر ضد اتحاد جماهیر شوروی و حزب توده بود. تأسیس «حزب وطن» و سپس حزب «اراده ملی» در بهمن ۱۳۲۳ از دیگر اقدامات او بود. ارگان حزب اراده ملی نیز روزنامه «رعد امروز» بود که در سال ۱۳۲۴ جای خود را به نشریه روستا داد. روزنامه «اراده فارس» در شیراز نیز زیر نظر حزب اراده ملی منتشر می‌شد. روزنامه اراده آذربایجان نیز که سردبیر ان رحیم زهتاب‌فرد بود جزو ارگان حزب اراده ملی بود که در آذربایجان منتشر می‌شد. تشکیل «اتحاد جراید ملی» واپسین اقدام سید ضیاء بود که شامل روزنامه‌هایی چون وظیفه، کاروان، کانون، حور، کشور، و اقدام بودند.

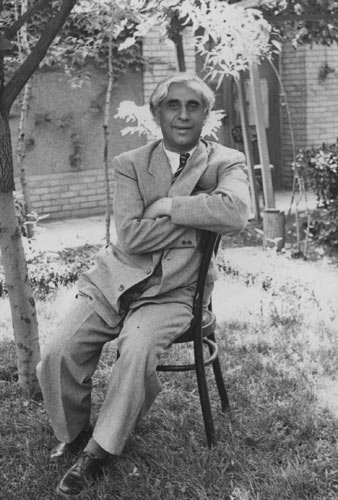
سید ضیاء الدین طباطبایی در سال ۱۹۵۰

بازداشت سید ضیاء پس از پایان دوره چهاردهم مجلس در اسفند ۱۳۲۴ به بهانه‌های «اقدام علیه امنیت عمومی کشور» و «حیف و میل اعانات مربوط به زلزله زدگان گرگان» و به موجب ماده ۵ حکومت نظامی توسط قوام السلطنه که به تازگی از روسیه بازگشته بود موقتاً او را از صحنه سیاسی کشور خارج ساخت. اما واقعیت امر مخالفت‌های وی با دولت روس و حزب توده بود. چرا که احمد قوام پس از نخست‌وزیری به دنبال بحران آذربایجان، عده‌ای از عوامل سرشناس بریتانیایی را دستگیر و زندانی ساخت. هرچند پس از مدتی در ۲۷ اسفند ۱۳۲۵ به دلیل کسالت از زندان آزاد شد. همچنین گزارش‌هایی نیز از سازش بین این دو نفر به منظور جلب نظر بریتانیا در سال ۱۳۲۷ ارائه شده است.
سید ضیاء به دنبال ترور رزم آرا توسط خلیل طهماسبی در ۱۶ اسفند ۱۳۲۹ با جلب نظر شاه و بریتانیا زمینه را برای نخست‌وزیری خود فراهم می‌دید؛ اما به دلیل مخالفت نمایندگان مجلس و نیز افکار عمومی نسبت به وی، به دلیل سیاست‌های انگلوفیلی او فراهم نشد. سید ضیاء که همچنان صحنه را برای حضور خود فراهم می‌دید، تلاش مجدد خود را برای کسب مقام نخست‌وزیری آغاز نمود. پس از تصویب نهایی طرح ملی شدن صنعت نفت در مجلس ملی و مجلس سنا در ۲۹ اسفند ۱۳۲۹ که علاء، نخست‌وزیر وقت در مقابل اوضاع متشنج دوام نیاورده بود بریتانیا اصرار داشت که او نخست‌وزیر شود تا به دست او، کار نفت به سود شرکت نفت ایران و انگلیس خاتمه یابد. اما از سوی دیگر مصدق که مجلس او را به عنوان نخست‌وزیر پیشنهاد داده بود، برخلاف دفعات پیشین، بدون هیچ گونه شرطی، نخست‌وزیری را پذیرفت. روزی که مصدق به صورتی نامنتظر نخست‌وزیری را پذیرفت، سید ضیاء در دربار نزد شاه بود و انتظار داشت که مجلس او را نخست‌وزیر کند و فرمان نخست‌وزیری را از شاه دریافت دارد. وی در سال ۱۳۴۰ نیز تلاشهای فراوانی برای ساقط کردن علی امینی به عمل آورد که به موفقیتی دست نیافت.
به گفتهٔ ابراهیم یزدی در کتاب خاطراتش خلیل طهماسبی مدعی بود که عبدالحسین واحدی برای ترور فاطمی مبلغ ۷ یا ۸ هزار تومان از سید ضیاالدین طباطبایی دریافت کرده بود.

## خانه‌نشینی
سید ضیاء در ۱۳۳۵ مدتی زندانی شد و از آن پس از سیاست دوری کرد و در آبادی سعادت آباد در شمال غربی تهران به کشاورزی و دامداری مشغول بود و در کاخ پادشاهی سعد آباد با موافقت محمدرضاشاه پهلوی اقدام به ایجاد گل‌خانه‌هایی کوچک کرد که در ان درخت‌های استوایی کاشت مانند درخت موز و آناناس ودر هنگام حضور در کاخ با شاه هم معاشرت‌هایی داشت. سیدضیاء در سال‌هایی که خانه‌نشین شده بود و به قول خودش از سیاست کناره‌گیری کرده بود، سفرهای زیادی به کشورهای اروپایی و به عربستان سعودی داشت. او به کرات حامل پیام‌های شاه برای رئیس حکومت سعودی یا دیگر رهبران جهان بوده است.

## درگذشت و خانواده
او در طول عمر خود سه بار ازدواج کرد و از ازدواج سوم خود سه فرزند داشت. او در سومین ازدواج خویش با یک دختر روستایی وصلت کرد. صدیقه، مهدی و احمد نام فرزندان وی از سومین ازدواجش بود. فرزند چهارم وی نیز ۴۰ روز پس از مرگ وی به دنیا آمد. او سرانجام در ۷ شهریور ۱۳۴۸ براثر سکته قلبی درگذشت. پیکر سیدضیاء در مقبره ناصرالدین شاه قاجار در شهرری به خاک سپرده شد. زندان اوین کنونی قبل از مرگ سید ضیا خانه او بود و پس از مرگ او با تغییراتی و بازسازی بنا و ایجاد سلول و بازداشتگاه تبدیل به زندان اوین شد.